# Greatest Hits (레드 핫 칠리 페퍼스의 음반)
Greatest Hits는 레드 핫 칠리 페퍼스의 두번째 베스트 음반으로, 2003년 발매되었다.